# Nightfall in Middle-Earth
Nightfall in Middle-Earth è il sesto album registrato in studio dei Blind Guardian, pubblicato nel 1998 dalla Virgin Records.

## Il disco
Si tratta di un concept album basato sul libro Il Silmarillion di J. R. R. Tolkien ed è da molti ritenuto il migliore album dei Blind Guardian.
Molte delle tracce non sono propriamente delle canzoni, ma più semplicemente degli intermezzi narrati riguardanti la storia. Ognuna di queste tracce è stata concepita con un'intensa atmosfera che si interseca con il resto delle canzoni, permettendo all'ascoltatore di avere dei riferimenti al continuum della storia senza perdere un senso di unitarietà con i brani musicali. I Blind Guardian si sono ispirati molto spesso ai lavori di Tolkien, ma mai avevano concepito un album che fosse completamente dedicato ad una sola, singola opera di questo autore. I testi trattano della ricerca dei Silmaril, a partire dal loro furto da parte di Melkor, fino alla fine della Prima Era.
In questo album si possono ovviamente trovare le vicende di molti personaggi del Silmarillion, come ad esempio Fëanor creatore dei Silmaril in "The curse of Feanor".
Ma i riferimenti ed i richiami alle vicende del Silmarillion sono molto più accurati e minuziosi di quanto sembri ad una prima lettura dei testi, e solo chi ha ben presente l'opera di Tolkien può apprezzare appieno la fedeltà al testo originale con cui i Blind Guardian hanno composto le liriche di quest'album.
Tecnicamente parlando, i Blind Guardian hanno conferito un sound maggiormente sinfonico a questo album rispetto ai precedenti, sebbene una vera orchestra sia assente (l'effetto è ottenuto grazie all'uso dalle tastiere e alla tecnica dell'overdubbing). Paragonato ai precedenti lavori come Somewhere Far Beyond, le canzoni sono più facili all'ascolto, ma non perdono nulla né la velocità degli assoli di chitarra né la potenza tipica del power metal. Questo nuovo stile ha raccolto critiche da molti fan della Band tedesca. È da notare che da questo album il cantante Hansi Kürsch ha abbandonato definitivamente il basso per dedicarsi completamente alla voce, lasciando il posto a Oliver Holzwarth mai entrato ufficialmente nella band ma sempre presente come ospite.
Nightfall in Middle-Earth è stato il primo album dei Blind Guardian ad essere pubblicato negli Stati Uniti. Il risultato è stato così positivo che la Century Media Records cominciò a pubblicare i vecchi lavori della band.
I disegni di copertina sono di Andreas Marschall.

## Tracce
1. War of Wrath (1:50)
2. Into the Storm (4:24)
3. Lammoth (0:28)
4. Nightfall (5:34)
5. The Minstrel (0:32)
6. The Curse of Fëanor (5:41)
7. Captured (0:26)
8. Blood Tears (5:23)
9. Mirror Mirror (5:07)
10. Face the Truth (0:24)
11. Noldor (Dead Winter Reigns) (6:51)
12. Battle of Sudden Flame (0:44)
13. Time Stands Still (at the Iron Hill) (4:53)
14. The Dark Elf (0:23)
15. Thorn (6:18)
16. The Eldar (3:39)
17. Nom the Wise (0:33)
18. When Sorrow Sang (4:25)
19. Out on the Water (0:44)
20. The Steadfast (0:21)
21. A Dark Passage (6:01)
22. Final Chapter (Thus Ends...) (0:48)

### Re-release 2007 dell'album
1. Harvest of Sorrow (3:39) [Aggiunta come traccia n. 23]

### Bonus track (solo in alcuni paesi)
- Nightfall (versione orchestrale)
- A Dark Passage (versione orchestrale)

## Riferimenti dei testi
1. War Of Wrath dialogo tra Morgoth e il suo luogotenente Sauron, il quale durante l'assedio di Angband da parte delle truppe dei Valar, che vedrà alla fine l'imprigionamento dell'oscuro signore, esorta quest'ultimo a fuggire.
2. Into The Storm verte sugli avvenimenti che accaddero tra Morgoth e Ungoliant dopo che ebbero distrutto i Due Alberi dei Valar, Telperion e Laurelin, e rubato i Silmaril. Ungoliant, non sazia e bramosa di impossessarsi dei tre gioielli, aggredisce Morgoth avvincendolo con le sue ragnatele; quest'ultimo lanciando un terrificante urlo invoca a sé i Balrog, che con le loro fruste infuocate mettono in fuga il ragno.
3. Lammoth intervallo dedicato al Grande Urlo lanciato da Morgoth avvinto dai lacci di Ungoliant. Tale Urlo risuonò in tutta Arda (ragion per cui quella regione sarà in seguito chiamata Lammoth, che in elfico Sindarin significa appunto "urlo") attirando i Balrog fuori dalla fortezza di Angband che giunsero come una tempesta di fuoco spezzando i legacci di Ungoliant.
4. Nightfall tratta dell'abbandono dei Noldor del continente imperituro e degli avvenimenti che videro protagonista Fëanor che, dopo l'uccisione di suo padre Finwë, infuocato dall'ira, decise di partire alla volta della terra di mezzo per riscattare la sua morte e rimpossessarsi dei gioielli sottratti da Morgoth, inimicandosi così i valar e facendo ricadere sulla sua stirpe un triste fato.
5. The Ministrel un menestrello (Maglor?) assiste al discorso di Fëanor ed afferma di non avere idea di quali saranno gli svolgimenti della storia.
6. The Curse of Fëanor traccia riguardante i sentimenti di Fëanor ed in particolare della sua foga nella caccia ai Silmaril. Egli, dopo essere stato maledetto da Mandos, infuocato dal desiderio di vendetta verso Morgoth, sebbene sia conscio che quella che sta per compiere è un'impresa pericolosa, incita la sua stirpe a non temere gli avvertimenti degli dei e la possenza dell'oscuro signore, quindi a tener fede al giuramento fatto. Così Fëanor, artefice del Fratricidio di Alqualondë, l'omicidio dei suoi parenti Elfi atto a impossessarsi delle navi quando questi decisero di non aiutarlo nella sua causa negandogliele, parte per la terra di mezzo in cerca della sua vendetta.
7. Captured è il passaggio che parla della cattura di Maedhros, figlio di Fëanor, catturato in un'imboscata dopo la morte del padre e in seguito imprigionato per il polso nella roccaforte dell'oscuro signore. Nel passaggio Morgoth parla con Maedhros.
8. Blood Tears narra di Fingon, cugino di Maedhros che, in memoria della loro antica amicizia, si avventura da solo sulla vetta della montagna di Thangorodrim, dove questo è imprigionato, per trarlo in salvo e riappacificare così le due casate dei Noldor. (Il verso "Welcome to where time stands still/None leaves and none ever will" è un riferimento a Welcome Home (Sanitarium) dei Metallica).
9. Mirror Mirror riguarda la scoperta di Turgon (fratello di Fingon) della valle segreta di Tumladen e di come costruì la magnifica città di Gondolin, che diverrà poi l'ultimo baluardo degli elfi contro l'imminente conquista della terra di mezzo da parte di Melkor. Contiene anche parti della profezia di Ulmo (Vala Signore delle Acque), il quale avverte Turgon che la città non potrà durare per sempre e presto o tardi sarà destinata a cadere. Infatti la vera speranza risiede oltre la costa, nel continente di Aman.
10. Face The Truth presa di coscienza da parte dei Noldor della loro condizione, essi hanno portato speranza nella terra di mezzo ma anche menzogne e soprattutto la loro maledizione.
11. Noldor (Dead Winter Reigns) continuazione della precedente traccia, parla del nero fato dei Noldor e dell'attraversamento di Fingolfin (fratellastro di Fëanor) con la schiera dei Noldor sul ghiacciaio Helcaraxë. La canzone è scritta secondo il suo punto di vista e compaiono riferimenti agli eventi accaduti in precedenza, tra cui lo spargimento di sangue dei fratelli teleri.
12. The Battle of Sudden Flame è il passaggio che narra della Dagor Bragollach (Che sta per "La Battaglia della Fiamma Improvvisa" in elfico SIndarin), nella quale Morgoth spezza l'Assedio di Angband con fumi ed esplosioni incandescenti e fa sortire le sue numerose schiere di orchi, Balrog e il primo drago Glaurung, aggredendo così gli eserciti elfici che reggevano l'assedio.
13. Time Stands Still (At the Iron Hill) tratta della caduta del grande re dei Noldor Fingolfin che, per redimersi dalla maledizione, si reca cavalcando davanti alla fortezza di angband per sfidare il sommo signore oscuro in persona. Nella lotta Fingolfin riesce ad infiggere ben sette ferite a Morgoth tra cui una al piede che lo renderà zoppo a vita. Infine l'elfo viene però soppresso dal possente martello di Melkor.
14. The Dark Elf passaggio incentrato probabilmente sulla nascita di Maeglin figlio di Eöl lo scuro e Aredhel, sorella di Turgon.
15. Thorn riguarda il ripensare al passato di Maeglin, figlio di Eöl, l'Elfo Oscuro nominato nella traccia precedente, e il suo proposito di tradire il Regno Segreto di Gondolin.
16. The Eldar parla della morte del Re Elfico Finrod, dopo che sfidò Sauron in una sfida a canti di potere, per salvare l'amico Beren.
17. Nom the Wise è l'elogio funebre da parte di Beren al suo amato compagno Finrod (Nóm significa "saggio", e questo fu il nome che gli fu dato da Bëor).
18. When Sorrow Sang parla di Lúthien e del suo amore Beren, del loro furto del Simaril da Angband, la morte di Beren per mano del Grande Lupo di Morgoth, Carcharoth, e come egli ritornò nel mondo dei viventi.
19. Out on the Water riferimento alla dimora di Beren e Lúthien
20. The Steadfast è il passaggio in cui Morgoth parla a Húrin il Costante, il più grande guerriero degli Uomini, dopo la sua decisiva vittoria nella quinta battaglia della Guerra del Beleriand.
21. A Dark Passage Morgoth medita sul suo trionfo nella devastante quinta battaglia, la Nìrnaeth Arnoediad (Battaglia delle Innumerevoli Lacrime), nella quale Morgoth esce vittorioso contro l'alleanza degli Elfi e gli uomini formata da Maedhros. La canzone è per lo più secondo il punto di vista di Morgoth mentre pensa alla battaglia. nel testo appare un chiaro riferimento alla Maledizione che Morgoth lancia sulla discendenza di Húrin: "Sit down on your chair and look out for your kin, with my eyes you'll see, and with my ears you'll hear, you've troubled my day, and you've questioned my strength, don't mess with the master of Fate"
22. Final Chapter (Thus Ends...) Traccia conclusiva dell'Album in cui si accenna a Turgon il Re Celato e alla profezia di Húrin il Costante, secondo il quale da lui e da Turgon sarebbe sorta una nuova stella [Eärendil il beato, Figlio di Tuor nipote di Húrin (cugino di Túrin) e di Idril Celebrindal figlia di Turgon Re di Gondolin.
23. Harvest Of Sorrow bonus track dell'edizione rimasterizzata: Túrin piange la perdita della sua amata sorella Nienor

In aggiunta, la copertina ha come protagonista Lúthien che danza davanti a Morgoth, dalla Leggenda di Beren e Lúthien.
Inoltre, al fianco di Morgoth, si può vedere un lupo: questi è in realtà Beren, camuffato grazie alla pelle di Draugluin (padre di Carcharoth) che Huan aveva ucciso presso Tor-in-Gaurhoth.

## Formazione
- Hansi Kürsch - voce
- André Olbrich - chitarra
- Marcus Siepen - chitarra
- Thomas Stauch - batteria

## Musicisti di supporto
- Oliver Holzwarth - basso
- Mathias Weisner - tastiera
- Michael Schüren - piano
- Max Zelner - flauto
- Billy King - voce addizionale
- Rolf Köhler - voce addizionale
- Thomas Hackmann - voce addizionale
- Olaf Senkbeil - voce addizionale
- Norman Eshley - narratore
- Douglas Fielding - narratore